# Friedhofskreuz (Nucourt)

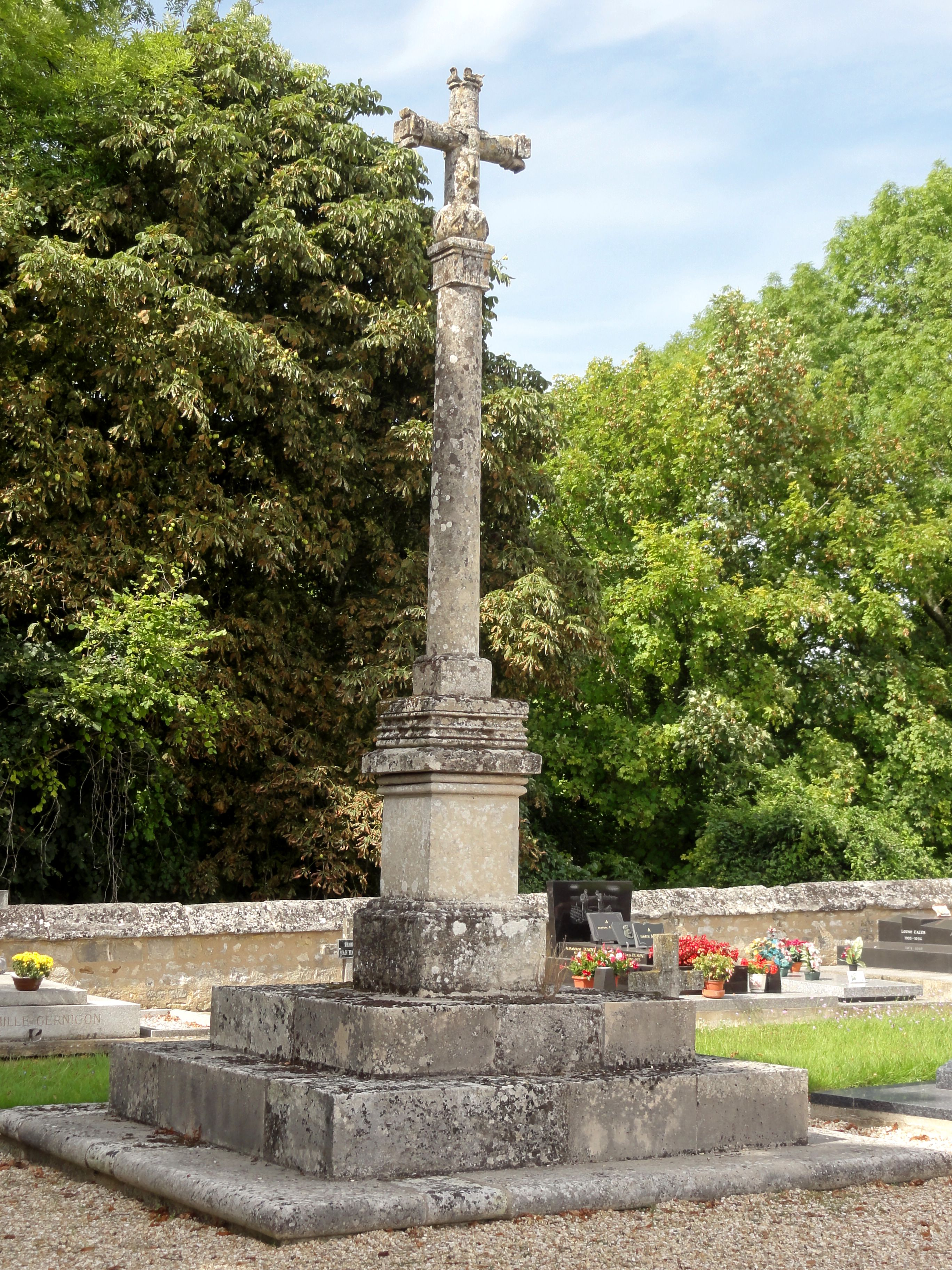
Friedhofskreuz in Nucourt

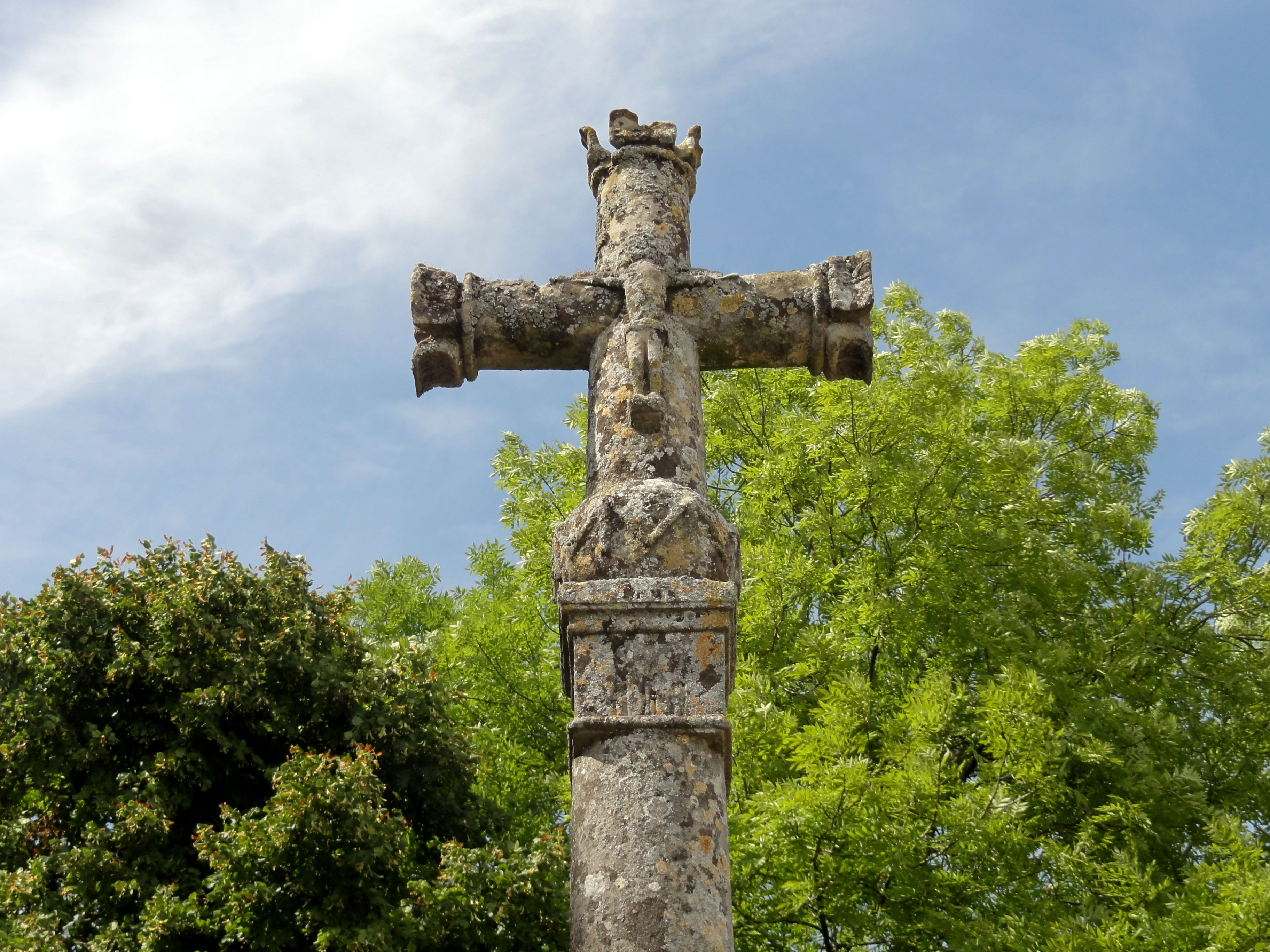
Detail

Das Friedhofskreuz (französisch Croix de cimetière) in Nucourt, einer französischen Gemeinde im Département Val-d’Oise in der Region Île-de-France, wurde im 16. Jahrhundert geschaffen. Das Kreuz auf dem kommunalen Friedhof ist seit 1963 als Monument historique klassifiziert.
Das Friedhofskreuz ist durch einen mehrteiligen Aufbau gegliedert. Ein zweistufiger Unterbau trägt einen Sockel mit einer Säule, die von einem Kapitell bekrönt wird. Darauf steht das Steinkreuz mit dem Relief des Gekreuzigten.